# Líska (Česká Kamenice)
Líska (německý název do roku 1946 Hasel) je vesnice a část města Česká Kamenice v okrese Děčín. Nachází se asi 3,5 kilometru severovýchodně od České Kamenice. Prochází zde silnice II/263. Líska je také název katastrálního území o rozloze 13,4 km².

## Historie
První písemná zmínka o vesnici pochází z roku 1398.

## Obyvatelstvo
Při sčítání lidu v roce 1921 ve vsi žilo 677 obyvatel (z toho 310 mužů), z nichž bylo jedenáct Čechoslováků, 663 Němců a tři cizinci. Kromě jednoho člověka bez vyznání byli římskými katolíky. Podle sčítání lidu z roku 1930 měla vesnice 701 obyvatel: sedm Čechoslováků, 690 Němců, jednoho příslušníka jiné národnosti a tři cizince. Počet osob bez vyznání vzrostl na 56 a ostatní se hlásili k římskokatolické církvi.
| Rok            | 1869 | 1880 | 1890 | 1900 | 1910 | 1921 | 1930 | 1950 | 1961 | 1970 | 1980 | 1991 | 2001 | 2011 | 2021 |
| -------------- | ---- | ---- | ---- | ---- | ---- | ---- | ---- | ---- | ---- | ---- | ---- | ---- | ---- | ---- | ---- |
| Počet obyvatel | 827  | 841  | 807  | 758  | 750  | 677  | 701  | 184  | 183  | 128  | 120  | 90   | 85   | 129  | 136  |
| Počet domů     | 132  | 141  | 148  | 148  | 149  | 147  | 144  | 144  | 45   | 38   | 34   | 29   | 81   | 87   | 87   |

## Pamětihodnosti
- Venkovská usedlost čp. 58
- Venkovský dům čp. 13 – sklářský dům
- Vrch Studenec s rozhlednou na vrcholu, přírodní rezervace
- Národní přírodní památka Zlatý vrch
- Přírodní památka Líska
- Přírodní památka Noldenteich